# Csanád Máté
Csanád Máté (1980, Budapest) magyar fizikus. Az Eötvös Loránd Tudományegyetem Természettudományi Kar Fizikai Intézet oktatója és kutatója.

## Tanulmányai
Csanád Máté a Budapesti Piarista Gimnáziumban érettségizett 1998-ban. 1998 és 1999 között az Innsbrucki Egyetemen tanult.
1999 és 2004 között az Eötvös Loránd Tudományegyetem Természettudományi Kar (ELTE TTK) hallgatója, 2004-ben itt szerzett diplomát fizikából.
2004-től az ELTE TTK fizika doktori iskolája doktorandusza, eközben a 2005–06-os tanévben a State University of New York at Stony Brook egyetemen PhD hallgató.
2007-ben szerzett PhD fokozatot nagyenergiás nehézion-fizikából. Doktori értekezésének a címe: Experimental and Theoretical Investigation of Heavy Ion Collisions at RHIC. Témavezetője Csörgő Tamás, társtémavezetője Kiss Ádám volt.
2013-ban habilitált. Habilitációjának címe: Time evolution of high energy heavy ion collisions.
2021-ben védte meg MTA doktori címét, dolgozatának címe: Nagyenergiás atommag-ütközések téridőbeli szerkezete.

## Munkássága
Csanád Máté nagyenergiás nehézionfizikával foglalkozik, az itt keletkező anyag hidrodinamikai modellezésével, illetve kvantumstatisztikai korrelációkkal és ezen keresztül a kvarkanyag femtométeres tartományon történő feltérképezésével. Tagja a Relativisztikus Nehézion-ütköztető STAR kísérletének és a Nagy Hadronütköztető CMS kísérletének (korábban a TOTEM kísérletnek is), illetve a 2016-ig aktív PHENIX kísérletnek is. A STAR-Magyarország és a PHENIX-Magyarország tudományos vezetője 2019 illetve 2014 óta. A Zimányi Józsefről elnevezett nemzetközi Zimányi School vezetője 2011 óta.
2005–06 között a Brookhaveni Nemzeti Laboratóriumban, 2008–09-ben a CERN-ben, 2015–16-ban pedig a Stony Brook Egyetemen vendégkutató.
2010-ben, 2014-ben és 2021-ben ismeretterjesztő előadásokat tartott az ELTE „Atomoktól a csillagokig” c. előadássorozatán.
2021. január 9-én a mandiner.hu közölt egy interjút Csanád Mátéval Nemsokára ezt is meg lehet adóztatni címmel.
Rendszeresen jelennek meg hírek munkásságáról magyar nyelvű portálokon.

## Publikációi

### Néhány kiválasztott publikációja az utóbbi évekből
Kiválasztott publikációk:
- Kincses, Nagy, Csanád: Coulomb and strong interactions in the final state of Hanbury-Brown-Twiss correlations for Lévy-type source functions, Phys.Rev. C102, 064912 (2020)[27]
- Adare et al. [PHENIX Coll.]: Lévy-stable two-pion Bose-Einstein correlations in 200 GeV Au+Au collisions, Phys.Rev. C97 (2018) no.6, 064911[28]
- Aidala et al. [PHENIX Coll.]: Creation of quark–gluon plasma droplets with three distinct geometries, Nature Phys. 15 (2019) no.3, 214-220[29]
- Sirunyan et al. [CMS Coll.]: Bose-Einstein correlations of charged hadrons in proton-proton collisions at sqrt(s) = 13 TeV, JHEP03, 014 (2020)[30]
- Adam et al. [STAR Coll.]: Beam energy dependence of (anti-)deuteron production in Au + Au collisions at the BNL Relativistic Heavy Ion Collider, Phys.Rev.C99, 064905 (2019)[31]
- Jiang et al.: Accelerating hydrodynamic description of pseudorapidity density and the initial energy density in p+p , Cu + Cu, Au + Au, and Pb + Pb collisions at energies available at the BNL Relativistic Heavy Ion Collider and the CERN Large Hadron Collider, Phys.Rev. C97 (2018) no.6, 064906[32]
- Magdy et al.: Influence of finite volume and magnetic field effects on the QCD phase diagram, J.Phys. G44 (2017) no.2, 025101[33]
- Lacey et al.: Scaling properties of the mean multiplicity and pseudorapidity density in e+e-, ep, pp, pA and A+A(B) collisions, Universe 4 (2018) no.1, 22[34]
- Bagoly, Csanád: Time evolution of the anisotropies of the hydrodynamically expanding sQGP, Int.J.Mod.Phys. A31 (2016) no.28&29, 1645016[35]
- Csanád, Szabó: Multipole solution of hydrodynamics and higher order harmonics, Phys.Rev. C90 (2014) no.5, 054911[36]
- Csanád et al.: Initial energy density of sqrt(s)= 7 and 8 TeV p+p collisions at the LHC, Universe3, 9 (2017)[37]
- Cimerman et al.: Higher-order anisotropies in the Blast-Wave Model – disentangling flow and density field anisotropies, Eur.Phys.J. A53 (2017) no.8, 161[38]
- Csanád [for the PHENIX Coll.]: Two- and three-pion Lévy femtoscopy with PHENIX, J.Phys.Conf.Ser. 1070 (2018) no.1, 012026[39]
- Lökös et al.: Higher order anisotropies in the Buda-Lund model: Disentangling flow and density field anisotropies, Eur.Phys.J. A52 (2016) no.10, 311[40]
- Nemes, Csörgő, Csanád: Excitation function of elastic pp scattering from a unitarily extended Bialas-Bzdak model, Int.J.Mod.Phys.A30, 1550076 (2015)[41]
- Csanád, Nagy, Lökös: Exact solutions of relativistic perfect fluid hydrodynamics for a QCD equation of state, Eur.Phys.J.A48, 173 (2012), 1205.5965[42]

### Egyetemi tankönyvek, jegyzetek
Csanád Máté által írt egyetemi jegyzetek:
- Csanád: Bevezetés a klasszikus és a modern fizikába, Eötvös Kiadó (2018)
- Havancsák et al.: Fizikai mérések: Laboratóriumi tananyag II., BME (2014)
- Csanád et al.: Environmental Physics Methods Laboratory Practices Archiválva 2021. augusztus 21-i dátummal a Wayback Machine-ben, Typotex (2012)
- Csanád: Atomok, atommagok és elemi részecskék fizikája, Eötvös Kiadó (2022)

### Ismeretterjesztő előadások, interjúk
Néhány kiválasztott előadás és interjú:
- Csanád Máté – 50 éven belül sikerül az einsteini és a kvantumfizikát egységesíteni? – Mindenségit! #26, 2022/11/02
- A kísérleti részecskefizika legújabb eredményei – ELTE TTK podcast, 23. rész, 2021/07/15
- Hogyan folyik a kvarkanyag, avagy az ősleves dinamikája – Az atomoktól a csillagokig (AtomCsill), 2021/04/15
- Hogyan hozunk létre mini ősrobbanásokat? – Tudományok Fővárosa, 2020/10/19
- TDK érem interjú – ELTE, 2020/06/24
- Részecskegyorsítókkal az Ősrobbanás nyomában – Pannonhalma, 2019/10/11
- Az ELTE ígéretes kutatója 2018, interjú – ELTE, 2018/11/20
- Hogy mozog a kvarkanyag? Archiválva 2021. augusztus 21-i dátummal a Wayback Machine-ben – Szertár, 2018/06/10
- Mekkora a laborban létrehozott Ősrobbanás? – Az atomoktól a csillagokig (AtomCsill), 2014/12/11
- Meet the Scientist, Nyíregyháza, 2010/12/10 1. rész, 2. rész, 3. rész, 4. rész